# Georg von Rauch
Georg von Rauch (Marburg, 12 de mayo de 1947-4 de diciembre de 1971) fue un dirigente estudiantil alemán, anarquista, y militante clandestino; también fue secretario en Berlín de la Cruz Negra Anarquista. Su muerte violenta lo convirtió en mártir político.
Su padre era profesor de filosofía en la universidad, y él tras acabar la escuela en 1966 comenzó a estudiar filosofía por su cuenta. En el mismo año, se casó con su novia Illo, quien, un año más tarde, dio a luz a su hija Yamin.
Interesado por la política, el clímax de los movimientos de jóvenes alemanes con la muerte del estudiante Benno Ohnesorg (un oficial de policía le disparó en una manifestación) le influenció mucho. Ingresó en la Freie Universität Berlin y colaboró con la Sozialistischer Deutscher Studentenbund (SDS, asociación socialista estudiantil). En Berlín, sus actividades políticas contra la guerra de Vietnam iban radicalizándose. El intento de asesinato por un joven neonazi joven contra uno de los mayores representantes del movimiento estudiante, Rudi Dutschke, en 1968, fue la gota final para Georg von Rauch, adhiriéndose a un grupo anarquista de guerrillas de la ciudad.
Este fue el principio de una carrera criminal, detenida cuando lo arrestaron por apalear a un periodista el 2 de febrero de 1970. Fue condenado el 8 de junio de 1971, pero logró escaparse ese mismo día. A partir de ese momento fue un conocido personaje influyente en la escena estudiantil alemana. Su huida duró sólo seis meses, el 4 de diciembre de 1971 recibió un disparo de la policía. Los miembros restantes de su organización crearon el "Bewegung 2 Juni" (Movimiento 2 de Junio), la rama anarquista de la Fracción del Ejército Rojo. Y ese día Georg von Rauch se convirtió en el paradigma de la lucha política de su tiempo.
El hospital Bethanien en Berlín, tras ser ocupado por un grupo de activista en contra de su demolición, pasó a llamarse Georg-von-Rauch-Haus, esto en 1971 (actualmente el lugar es un centro cultural juvenil). 